# Цвета Апостолска
Цвета Панчева Апостолска (на македонска литературна норма: Цвета Апостолска) е деятелка на комунистическата съпротива във Вардарска Македония.

## Биография
Родена е през 1913 година в град Щип. Става партизанка в 1941 година. Сестра е на Киро Глигоров. Работи в тила на немските сили, а после активно се включва в борбата срещу тях. Омъжва се за друг деец на НОВМ Михайло Апостолски. След Втората световна война влиза в обществено-политически живот на Македония и Югославия. Работи и в УДБА. През 1948 година става член на ЮКП.